# Ulugbeg
Muhammad Taragaj známý jako Ulugbeg (22. března 1394 – 27. října 1449) byl vnukem Timúra Lenka (Tamerlána), dědicem jeho říše a milovníkem vědy.

## Historie
Na trůn nastoupil už v roce 1409 a období jeho čtyřicetileté vlády vytvořilo ze Samarkandu jedno z nejvýznamnějších vědeckých center středověku.
V letech 1427–1429 nechal postavit u Samarkandu observatoř vybavenou obřím mramorovým kvadrantem o poloměru 40,2 m. K její stavbě se zřejmě nechal inspirovat observatoří Maraga postavenou o půldruhého století dříve Čingischánovým vnukem, ílchánem Hülegü. Zbytky Ulugbegova sextantu, který umožňoval odečítat výšku hvězd nad obzorem s chybou nepřesahující několik úhlových vteřin, jsou dodnes zachovány.

## Vědecká práce
V Ulugbegově observatoři se sešla řada vynikajících arabských astronomů a matematiků a vědecké práce se účastnil i sám Ulugbeg. Byla zde provedena vysoce přesná pozorování, umožněná obřím přístrojem. Zachovaly se tabulky poloh 1018 hvězd, které byly nejpřesnější až do doby pozorování optickými přístroji. Tabulky byly přeloženy a používány i evropskými astronomy.
Ulugbeg také výrazným způsobem pomohl rozvoji Samarkandu. Založil zde v roce 1430 univerzitu a nechal postavit mnoho dalších staveb.
Ulugbeg byl zavražděn vlastním synem, který však vládl pouze rok, než byl sám zavražděn. Těsně po Ulugbekově smrti byla část vědeckých prací z náboženských důvodů zničena.

## Pocty
Byla po něm pojmenována planetka Ulugbek a také kráter na Měsíci Ulugh Beigh.
V roce 2021 po něm byl pojmenován nově objevený dravý dinosaurus rodu Ulughbegsaurus.